# William Alland
Pour les articles homonymes, voir Alland.
William Alland (né le 4 mars 1916 à Delmar, Delaware, mort le 11 novembre 1997 à Long Beach, Californie) est un acteur, producteur de cinéma, scénariste et réalisateur américain de westerns et de films de science-fiction. Sa carrière s'étend de 1941 à 1966.

## Biographie

### Collaborateur d'Orson Welles
William Alland fait ses études à Baltimore et y commence sa carrière dans le show business comme acteur dans une troupe semi-professionnelle. Il arrive à Manhattan (New York) au début des années 1920, avec 25 $ en poche, une « valise en carton » et l'ambition de travailler à Broadway. Il débute comme acteur, sous le pseudonyme de Vakhtangov. Il suit des cours à la Henry Street Settlement House et y fait la connaissance, en 1936, d'Orson Welles, d'un an son aîné. Sa renommée va être liée à sa collaboration avec ce dernier. Celui-ci l'engage dans son théâtre Mercury (en), où Alland assure simultanément les fonctions d'acteur, de metteur en scène et de machiniste. Il interprète notamment les rôles de Marullus dans Caesar, en 1937, du Serviteur dans The Shoemaker's Holiday, en 1938, et de Peto dans Five Kings, en 1939.
Il est assistant réalisateur de Welles pour la radio. Il participe à l’émission radiophonique d’Halloween 1938, La Guerre des mondes, ainsi qu'à Treasure Island, The Count of Monte Cristo, Heart of Darkness et Around the World in 80 Days (en 1938), Mutiny on the Bounty et Les Miserables (en 1939).
En 1941, il accompagne Orson Welles lorsque ce dernier s'installe à Hollywood. Il est surtout connu pour son interprétation du journaliste Jerry Thompson, qui enquête sur la vie du magnat de la presse Charles Foster Kane, dans Citizen Kane d'Orson Welles (1941). Dans ce rôle, il cherche la signification de la dernière parole de Kane : Rosebud. Ce rôle est considéré comme étant son plus important. La caméra ne se rapproche jamais de son visage ; en fait, dans la majorité des scènes du film dans lesquelles Alland apparaît, il est filmé de dos, et, lorsque son visage est visible, c'est toujours de loin et presque toujours caché dans l'ombre. Comme le note, dans son commentaire sur le DVD de Citizen Kane, le critique de films Roger Ebert, Alland aurait une fois dit à son auditoire que ce dernier le reconnaîtrait certainement s'il lui tournait le dos. On entend également sa voix dans les actualités du début du film. Welles voulait engager Westbrook Van Voorhees pour assurer lui-même son émission The March of Time, mais, devant le cachet prohibitif demandé par Van Voorhees, il renonce et c'est Alland qui va assurer l'imitation du journaliste.
Durant la Seconde Guerre mondiale, William Alland sert dans l'armée de l'air des États-Unis et participe à 50 missions, dont plus de 40 bombardements dans le Pacifique.
Après la guerre, il joue dans d'autres films de Welles, notamment La Dame de Shanghai (1947) et Macbeth (1948). Il produit également des programmes pour la radio. Parmi ceux-ci, Doorway to Life lui vaut le Peabody Award.

### Producteur
À partir de 1952, William Alland travaille comme producteur chez Universal, principalement de films de science-fiction et des westerns bon marché. Son premier succès est Le météore de la nuit (1953), de Jack Arnold, une adaptation en 3D de The Meteor, de Ray Bradbury. À l'exception de The Incredible Shrinking Man, Alland produit tous les films importants de Jack Arnold : L'Étrange Créature du lac noir (1954), Les Survivants de l'infini (1955) et Tarantula ! (1955), maintenant ) considérés comme des classiques du genre. Il fait appel à Arnol dpour achever le tournage des scènes de Metaluna dans Les Survivants de l'infini, Joseph Newman, débutant alors, n'arrivant pas à assurer le travail.
En 1958, il quitte Universal pour la Paramount, avec laquelle il produit The Space Children, de Jack Arnold et The Colossus of New York, d'Eugene Lourie, ainsi que deux films pour adolescents, As Young as We Areet The Party Crashers. Au sujet de sa production dans le domaine de la science-fiction, il dira : « Ils ont inévitablement une idée thématique, une façon scientifique d'affirmer la dignité et la permanence de l'homme ».
En 1961, il réalise son unique film, Look in Any Window (en), destiné à la jeunesse. Le thème de la délinquance juvénile et la présence de la pop star Paul Anka ne suffiront pas pour en faire un succès.
William Alland a été marié deux fois. Il a trois enfants de sa première union. Après le décès de sa première épouse, il se marie avec Ruth, avec laquelle il a un quatrième enfant. Il meurt en 1997, à l'âge de 81 ans, des suites d'une maladie cardiaque.

## Filmographie

### Réalisateur
- 1961 - Look in Any Window (en), avec Paul Anka

### Producteur

#### Cinéma
- 1952 : Le Mystère du château noir, (The Black Castle), de Nathan Juran
- 1952 - The Raiders
- 1953 - Le Météore de la nuit, (It Came From Outer Space), de Jack Arnold
- 1953 - Soulèvement en Arizona, (The Stand at Apache River)
- 1953 - Victime du destin, (The Lawless Breed)
- 1954 : L'Étrange Créature du lac noir (Creature from the Black Lagoon), de Jack Arnold
- 1954 - Quatre tueurs et une fille, (Four Guns to the Border)
- 1954 : Vengeance à l'aube (Dawn at Socorro) de George Sherman
- 1954 - Les Bolides de l'enfer, (Johnny Dark)
- 1955 - Tarantula ! (Tarantula), de Jack Arnold, avec John Agar et Leo G. Carroll
- 1955 - Le Grand Chef, (Chief Crazy Horse), avec Suzan Ball
- 1955 - Les Survivants de l'infini (This Island Earth), de Joseph Newman et Jack Arnold, avec Faith Domergue
- 1955 - La Revanche de la créature, (Revenge of the Creature), de Jack Arnold.
- 1956 - Le Peuple de l'enfer (The Mole People), de Virgil Vogel
- 1956 - La créature est parmi nous, (The Creature Walks Among Us), de John Sherwood
- 1957 - La chose surgit des ténèbres, (The Deadly Mantis), de Nathan Juran
- 1957 : L'Oasis des tempêtes (Belgique : Oasis de la terreur) (The Land Unknown) de Virgil W. Vogel
- 1957 - Une arme pour un lâche, (Gun for a Coward)
- 1958 - As Young as We Are
- 1958 - The Party Crashers
- 1958 : Orage au paradis (Raw Wind in Eden), de Richard Wilson
- 1958 - The Space Children, de Jack Arnold
- 1958 - Le Colosse de New York (The Colossus of New York), d'Eugène Lourié
- 1958 - Madame et son pilote, (The Lady Takes a Flyer)
- 1961 - Look in Any Window (en), avec Paul Anka
- 1964 - Pleins phares, (The Lively Set)
- 1964 - The Creeping Terror, de John Sherwood
- 1966 : Rancho Bravo (The Rare Breed), d'Andrew McLaglen, avec James Stewart

#### Série télévisée
- 1959 : World of Giants

### Producteur associé
- 1952 - The Treasure of Lost Canyon

### Acteur

#### Films
- 1941 - Citizen Kane, d'Orson Welles - Jerry Thompson, voix de Westbrook Van Voorhees[10]
- 1941 - Ses trois amoureux, (Tom Dick and Harry)- Voix de l'annonceur des actualités, non crédité au générique
- 1941 - All That Money Can Buy, de William Dieterle - Le guide, scènes supprimées, non crédité au générique
- 1942 - The Falcon Takes Over (en) d'Irving Reis - Le journaliste, non crédité au générique
- 1947 - Riffraff (en) - Trumpy, l'homme dans la cellule, non crédité au générique
- 1947 - La Dame de Shanghai, (The Lady from Shanghai)- Le journaliste, non crédité au générique.
- 1948 - Macbeth, d'Orson Welles - Le second meurtrier
- 1973 - Vérités et mensonges, (F for Fake), d'Orson Welles - Participant spécial (voix)

#### Séries télévisées
- 1996 - The American Experience, épisode The Battle Over Citizen Kane - Lui-même
- 1987 - Hollywood the Golden Years: The RKO Story, épisode It's All True - Lui-même

#### Vidéos
- 1996 - 100 Years of Horror: Mutants - Lui-même
- 1996 - 100 Years of Horror: Sorcerers - Lui-même
- 1996 - 100 Years of Horror: Freaks - Lui-même
- 1996 - 100 Years of Horror: Maniacs - Lui-même
- 1996 - 100 Years of Horror: Dinosaurs - Lui-même
- 1996 - 100 Years of Horror: Giants and Dinosaurs - Lui-même
- 1996 - 100 Years of Horror: Aliens - Lui-même
- 1996 - 100 Years of Horror: Gory Gimmicks - Lui-même

### Scénariste
- 1952 - Flesh and Fury
- 1955 - Revenge of the Creature, de Jack Arnold
- 1957 - The Deadly Mantis, de Nathan Juran
- 1958 - As Young as We Are
- 1964 - Pleins phares (The Lively Set) de Jack Arnold
- 1966 - Rancho Bravo (The Rare Breed), d'Andrew McLaglen, avec James Stewart

### Dialoguiste
- 1941 - Citizen Kane, d'Orson Welles
- 1948 - Macbeth, d'Orson Welles

### Assistant-réalisateur
- 1941 - Citizen Kane, d'Orson Welles (non crédité au générique)
- 1942 - La Splendeur des Amberson, (The Magnificent Ambersons), d'Orson Welles (non crédité au générique)

### Monteur
- 1938 - Too Much Johnson, d'Orson Welles